# СОЮЗ-Газпром
СОЮ́З-Газпро́м — колишній російський футбольний клуб з Іжевська, Удмуртія. Заснований 1988 року, розформований — 2010.

## Історія
Клуб був заснований 1988 року як «Газовик». Першу гру було зіграно у другій групі першості Удмуртії того ж року і зразу стала переможцем змагання. При цьому було виборене право на участь у чемпіонаті Удмуртії. 1988 року команда виходить у фінал Кубка Удмуртії, де програє іжевському «Металургу». В 1989 році команда, але вже під назвою «Союз», займає друге місце в чемпіонаті, програвши іжевській «Іжсталі». 1990 року було знову змінено назву на стару — Газовик. Цього ж року команда стала чемпіоном Удмуртії та виграла Кубок Удмуртії. Завдяки цьому Газовик отримав право на участь у другій лізі чемпіонату СРСР — він зіграв в 7 зоні, де 10 місце серед 22 команд. 1994 року назву змінено на «Газовик-Газпром», з 2006 року — «СОЮЗ-Газпром»).

## Досягнення
- 1992 — друга ліга (5 зона) — 2 місце з 18
- 1993 — перша ліга (Центральна зона) — 11/20
- 1994 — друга ліга (Центральна зона) — 3/17
- 1995 — друга ліга (Центральна зона) — 1/21
- 1996 — перша ліга — 4/22
- 1997 — перша ліга — 12/22
- 1998 — перший дивізіон — 9/22
- 1999 — перший дивізіон — 8/22
- 2000 — перший дивізіон — 7/20
- 2001 — перший дивізіон — 13/18
- 2002 — перший дивізіон — 13/18
- 2003 — перший дивізіон — 17/22
- 2004 — перший дивізіон — 22/22
- 2005 — другий дивізіон (зона Урал-Поволжя) — 7/19
- 2006 — другий дивізіон (зона Урал-Поволжя) — 5/13
- 2007 — другий дивізіон (зона Урал-Поволжя) — 11/18
- 2008 — другий дивізіон (зона Урал-Поволжя) — 11/18
- 2009 — другий дивізіон (зона Урал-Поволжя) — 3/16
- 2010 — другий дивізіон (зона Урал-Поволжя) — 3/14